# Ovadja Josef
Ovadja Josef (23. září 1920 – 7. října 2013) byl izraelský vrchní rabín, duchovní vůdce strany Šas a uznávaná halachická autorita. Byl nositelem státní Izraelské ceny z roku 1970. Působil též jako předseda Nejvyššího rabínského soudu.
V roce 2005 byl v internetové soutěži 200 největších Izraelců deníku Ynet zvolen 23. největším Izraelcem všech dob.

## Názory
Ovadja Josef byl jednou z největších halachických autorit své doby. Obecně měl sklon rozhodovat raději mírně než přísně. Mezi jeho rozhodnutí patřilo například povolení znovu se provdat manželkám, jejichž muži byli nezvěstní a právně tedy manželství trvalo. Josef také umožnil prohlásit za židy perzekvované černé židy z Etiopie, což vedlo k jejich převodu do Izraele.
Na konci života, pravděpodobně pod vlivem stáří a izolace od každodenního dění, začal na sebe upozorňovat různými extrémními výroky. Pozdvižení způsobily jeho komentáře k holocaustu, sionismu, aškenázským Židům, politickým představitelům a různým událostem, apod. Prohlásil například, že „holocaust a současný antisemitismus jsou Boží tresty za hříchy Židů.“ Okomentoval však i přírodní katastrofy, jako byla tsunami v Indonésii v prosinci 2004 či hurikán Katrina a následné záplavy v New Orleans v srpnu 2005; ty byly podle něj příčinou, že „lidé nestudují Tóru, a že USA podporují evakuaci židovských osad v pásmu Gazy.“
Značný rozruch světových médií a ostrou kritiku způsobila Josefova tradiční večerní modlitba z 28. srpna 2010, přenášená armádním rozhlasem. V té si rabín vypůjčil slova z modlitby ke svátku Roš ha-šana, „nechť jsou naši nepřátelé a protivníci zničeni,“ a upravil je. Doslova uvedl: „Ať všichni zlí, kteří nenávidí Izrael, jako je Abú Mázen a všichni Palestinci, zmizí z našeho světa. Ať je stihne mor!“ Jeho slova vyvolala o to větší odezvu, že byla pronesena pouhých několik dní před obnovením mírových rozhovorů mezi Izraelem a Palestinskou autonomií. V listopadu téhož roku vyjádřil svůj názor k poslání gójů, když uvedl: „Gójové se narodili jedině proto, aby sloužili nám. Jiné poslání kromě služby národu Izraele na světě nemají. K čemu jsou pohani potřební? Budou pracovat, orat a žnout. My budeme sedět jako páni a jíst.“
Josef podporoval aliju Etiopských Židů (Beta Israel) do Izraele v 70. letech a mnohokrát se od té doby postavil na jejich obranu, přestože z genetického hlediska Falášové vůbec nejsou Židé. Rovněž tak ale podpořil mírový proces, když 27. října 1999 prohlásil: „Lidský život je posvátnější než půda a je legitimní se vzdát některých částí Erec Jisra'el, pokud to zachrání lidské životy.“
V květnu 2012 údajně vyzval židovské lékaře, aby o sobotách neposkytovali pomoc nežidovským pacientům, což je ovšem doloženo jen prameny arabské a íránské provenience.
Jeho pohřeb 7. října 2013 večer byl s účastí přibližně 800 tisíc lidí největším pohřbem v dějinách Izraele a zřejmě i v židovských dějinách vůbec.